# Patinage de vitesse aux Jeux olympiques de 1924 - 1 500 mètres hommes
Navigation
Saint-Moritz 1928
Le 1 500m masculin des Jeux olympiques d'hiver de 1924 a eu lieu le 27 janvier 1924 au Stade olympique de Chamonix. C'est la première édition de cette épreuve.

## Médaillés
| Or                  | Argent             | Bronze            |
| Clas Thunberg (FIN) | Roald Larsen (NOR) | Sigurd Moen (NOR) |

## Résultats
| Rang                                | Athlète                | Nationalité | Résultat     |
| ----------------------------------- | ---------------------- | ----------- | ------------ |
| Médaille d'or, Jeux olympiques      | Clas Thunberg          | Finlande    | 2 min 20 s 8 |
| Médaille d'argent, Jeux olympiques  | Roald Larsen           | Norvège     | 2 min 22 s 0 |
| Médaille de bronze, Jeux olympiques | Sigurd Moen            | Norvège     | 2 min 25 s 6 |
| 4                                   | Julius Skutnabb        | Finlande    | 2 min 26 s 6 |
| 5                                   | Harald Strøm           | Norvège     | 2 min 29 s 0 |
| 6                                   | Oskar Olsen            | Norvège     | 2 min 29 s 2 |
| 7                                   | Harry Kaskey           | États-Unis  | 2 min 29 s 8 |
| 8                                   | Charley Jewtraw        | États-Unis  | 2 min 31 s 6 |
| 8                                   | Joe Moore              | États-Unis  | 2 min 31 s 6 |
| 10                                  | Alberts Rumba          | Lettonie    | 2 min 32 s 0 |
| 11                                  | Charlie Gorman         | Canada      | 2 min 35 s 4 |
| 12                                  | Bill Steinmetz         | États-Unis  | 2 min 36 s 0 |
| 13                                  | Axel Blomqvist         | Suède       | 2 min 36 s 4 |
| 14                                  | Léonhard Quaglia       | France      | 2 min 37 s 0 |
| 15                                  | Leon Jucewicz          | Pologne     | 2 min 42 s 6 |
| 16                                  | André Gegout           | France      | 2 min 54 s 4 |
| 17                                  | Gaston Van Hazebroeck  | Belgique    | 2 min 54 s 8 |
| 18                                  | Georges de Wilde       | France      | 2 min 55 s 0 |
| 19                                  | Louis De Ridder        | Belgique    | 3 min 1 s 8  |
| 20                                  | Philippe Van Volckxsom | Belgique    | 3 min 14 s 6 |
| 21                                  | Marcel Moens           | Belgique    | 3 min 16 s 8 |
| -                                   | Asser Wallenius        | Finlande    | DNF          |